# Christine O'Loughlin
Pour les articles homonymes, voir O'Loughlin.
Christine O’Loughlin est une artiste plasticienne franco-australienne née en 1948 à Melbourne, Australie.

## Biographie
Elle vit et travaille à Paris depuis 1979. 
Artiste, professeur à l’École supérieure d'art et design Le Havre-Rouen. 
Christine O’Loughlin utilise l’environnement comme matériau sculptural selon une « poétique du déplacement » (Yves Michaud).

## Expositions personnelles récentes
- 1995 - Carré des Arts, Parc floral de Paris.
- 1999 - Curtain Gallery / Université d'Australie-Occidentale Perth, Australie.
- 2003 – Centre régional d’art contemporain, Montbéliard.
- 2004 – Wet And Dry Landscapes, Ambassade d’Australie, Paris.

## Expositions collectives récentes
- 2001 – Jardins d’émotions, Manège royal, Saint-Germain-en-Laye.
- 2002 – Journée internationale des Femmes, Salon des tapisseries de l’hôtel de ville de Paris.
- 2004 – L’invitation au voyage, Jardin du Luxembourg, Paris.
- 2004 – Un Artiste, un lieu, Jardins d’Aubervilliers, Seine-Saint-Denis
- 2007 - Le jardin des arbres bleus, Conservatoire International des Parcs et Jardins et du Paysage (CIPJP) Chaumont-sur-Loire
- 2008 - Les Environnementales, Tecomah, Jouy-en-Josas.